# Dipòsit d'Aigües del Besòs
El Dipòsit d'Aigües del Besòs és una obra de l'arquitectura del ferro de Montcada i Reixac (Vallès Occidental) inclosa a l'Inventari del Patrimoni Arquitectònic de Catalunya.

## Descripció
Petit edifici de base poligonal. S'accedeix per sis graons i està constituït per un revestiment de plaques emmarcades per un seguit de ferro. La coberta és semblant a les del tipus de glorieta i està formada per sis trams de tremujals que es corresponen a les sis cares que conformen el tancament de l'edifici. Al bell mig, i com a coronament, hi ha un petit cupulí amb bola decorativa com a remat.

## Història
Fita de control de la Societat d'Aigües sobretot en època d'abundància de recs i de corrents d'aigua.